# 5 (EP)
5 é o primeiro extended play (EP) do girl group brasileiro Rouge, lançado em 8 de outubro de 2018 pela Sony Music, sendo uma prévia do álbum completo, Les 5inq, que o grupo lançou em 2019. O título do EP faz referência ao fato de ser o quinto trabalho inédito do grupo, além de conter cinco faixas e novamente com as cinco integrantes.

## Antecedentes
Após retornarem para uma série de shows da turnê Chá Rouge – e posteriormente a Rouge 15 Anos –, o Rouge decidiu lançar uma nova música para comemorar os quinze anos de existência em homenagem aos fãs. Em 5 de fevereiro é lançado "Bailando", faixa que seguia o pop latino já utilizado anteriormente em "Brilha La Luna", combinado com uma composição divertida e despretensiosa, mas que também apresentava uma nova identidade visual do grupo mais sensual. A faixa serviu para fazer uma ponte entre o som que elas faziam anteriormente e o que estavam dispostas a fazer naquele momento, ligando o público de antes com uma roupagem moderna que não ficasse à quem dos artistas contemporâneos.

## Produção e desenvolvimento
Em março de 2018, surpresas com a repercussão e a aceitação do público com o "Bailando", o grupo decidiu entrar em estúdio para gravar um novo material, mas desta vez que trouxesse um amadurecimento e uma seriedade maior, uma vez que a faixa anterior havia sido apenas comemorativa, sem grandes pretensões. Para a nova fase, elas anunciaram que estavam selecionando repertório e abertas a conhecer novos compositores que desejassem trabalhar com elas em conjunto. Além disso, Umberto Tavares, compositor de "Bailando", e o britânico Eliot Kennedy, compositor de "Um Anjo Veio Me Falar", entraram em contato com as integrantes para oferecer novas músicas. Logo após o grupo revelou que já havia gravado diversas canções e estava em processo de escolha para qual seria utilizada como primeiro single do novo projeto
Em 10 de junho, Li Martins revelou que o grupo havia gravado o reggaeton "Solo Tu": "Tem uma pegada de reggaeton, sensual, latina. É muito próxima de "Bailando". 
Em 6 de setembro o grupo anunciou o lançamento de um extended play (EP) antes do álbum completo exclusivamente no Todo Seu, na TV Gazeta, a opção pelo programa veio pelo fato de que o programa abriu as portas para as cinco integrantes durante o período em que as atividades do grupo estavam desativadas. Em 2 de outubro o grupo anunciou nas redes sociais o título do EP como 5, em referência ao fato de ser o quinto trabalho inédito delas, além de conter cinco faixas, revelando que o lançamento seria no dia 8 daquele mês.

## Estrutura musical e letras
5 é um EP focado basicamente na mistura de R&B e reggaeton, trazendo ainda elementos de trap, pop latino e funk ousadia, diferenciando-se dos demais álbuns do grupo por não apostar no tradicional dance-pop e bubblegum pop com letras adolescentes. "Solo Tu" foi composta pela cantora holandesa Emy Perez,na qual, Fantine ficou amiga durante a quarta temporada do The Voice of Holland, e foi mostrada para ela durante uma viagem a Amsterdã em dezembro de 2017  e ficou guardada por alguns meses,caso Fantine,quisesse retornar com o grupo. No Brasil, um time de compositores ficou responsável por traduzir as partes holandesas da faixa para o português, mesclando com frases em espanhol e inglês, focando no pop latino e no reggaeton durante a pré produção da faixa.
Apesar da faixa pronta, Fantine revelou que acreditava faltar ainda algum elemento, vindo a ideia de introduzir um rap em espanhol durante a última estrofe enquanto tomava um banho, alegando que ela havia saído pela casa correndo para gravá-lo no celular para não esquecer. "Beijo na Boca" trouxe uma temática mais sensual, misturando o funk ousadia com R&B e trap, embora, segundo o portal Popline, fugisse do óbvio das faixas do gênero carioca ao soar mais sofisticada, sem apelo explícito e sem frases com palavras que se tornaram batidas como "rebolar" e "bumbum". Vitão, que compôs o esboço inicial da faixa, gravou a demo para apresentar às garotas, mas acabou sendo convidado para se juntar a elas como participação especial na versão final após elas notarem que um rapper se enquadraria bem na proposta.
"Dona da Minha Vida", lançada como primeiro single, trouxe uma composição contemporânea e política sobre o empoderamento feminino e a temática dos relacionamentos abusivos, apostando em uma produção mais séria e sóbria que as demais do álbum ao misturar trap e soul ao R&B mais urbano, inspirada pela sonoridade urbana de cantoras como Alicia Keys e Beyoncé. A balada "Sem Temer",é completamente diferente das canções românticas tradicionais do grupo como "Um Anjo Veio Me Falar" e "Sem Você", possuindo uma atmosfera que relembra a banda de pagode Sampa Crew, segundo as integrantes, e também foi descrita por Lu Andrade como a canção mais popular do grupo e uma das faixas mais maduras delas. Liricamente, a canção aborda uma visão mais adulta do amor. A última faixa do EP, "Te Ligo Depois", focou no R&B dançante e nos coros unidos das cinco integrantes, com notas altas e tradicionais de girl groups, referenciando o som mais descontraído do grupo na primeira fase e tendo inspiração na sonoridade de "Crazy in Love", de Beyoncé.

## Singles
"Dona da Minha Vida" foi o primeiro single lançado do projeto, em 31 de agosto de 2018, diferenciado-se dos trabalhos anteriores do grupo por ser focada no R&B com elementos de trap e soul. O videoclipe da faixa, além dos temas propostos pela própria letra, também expressa a luta de outras vertentes, como a transfobia, a gordofobia e a violência contra a mulher, combatendo a discriminação ao unir pessoas de diversas etnias e orientações sexuais, além de apresentar um beijo heterossexual entre uma moça transgénero e um rapaz cisgênero.
"Solo Tu"' foi escolhida, pelos fãs, como segundo single do EP "5", através de uma votação no Spotify, sendo lançado em 18 de janeiro de 2019. "Vocês participaram da ação 'escolha nosso próximo single', e a grande vencedora foi SOLO TU!!! Obrigada a cada um que participou, resgatou os pontos e nos ajudou nessa difícil missão de escolher uma música dentre as 4 possibilidades do EP! Em breve novidades para vocês", afirmou o grupo nas redes sociais.

## Promoção
Em 2 de outubro, para promover o trabalho, o grupo liberou um pre-save, ou seja, um link da plataforma de streaming Spotify para que os fãs fossem diretamente informados assim que o EP fosse lançado. Além disso, o grupo realizou uma promoção onde cinco fãs ouviriam o trabalho antes do lançamento.

## Lista de faixas
Créditos adaptados do Tidal.
| N.º            | Título                                        | Compositor(es) | Produtor(es)   | Duração  |  |
| 1.             | "Solo Tu"                                     | Emy Perez Fantine Thó Rino Sambo Dan Valbusa Youri de Bruijn Marcelinho Ferraz Joey Mattos                                        | Head Media     | 3:06     |  |
| 2.             | "Beijo na Boca" (com a participação de Vitão) | Feid Mattos Vitão Valbusa Ferraz Pedro Dash                                                                                       | Head Media     | 2:38     |  |
| 3.             | "Dona da Minha Vida"                          | Aline Wirley Fantine Karin Hils Li Martins Lu Andrade Jão Karen Rodriguez Mattos Lucas Nage Ferraz Mr. Paradise Dash Pedro Tofani | Head Media     | 3:42     |  |
| 4.             | "Sem Temer"                                   | Aline Fantine Karin Li Lu Rolo Jowan Mattos Dmax Vitão Ferraz Dash Douglas Moda                                                   | Head Media     | 3:43     |  |
| 5.             | "Te Ligo Depois"                              | Vitão Dash Valbusa Ferraz | Head Media     | 3:16     |  |
| Duração total: | Duração total:                                | Duração total: | Duração total: | 00:14:38 |  |